# Synagoge Karbach (Unterfranken)

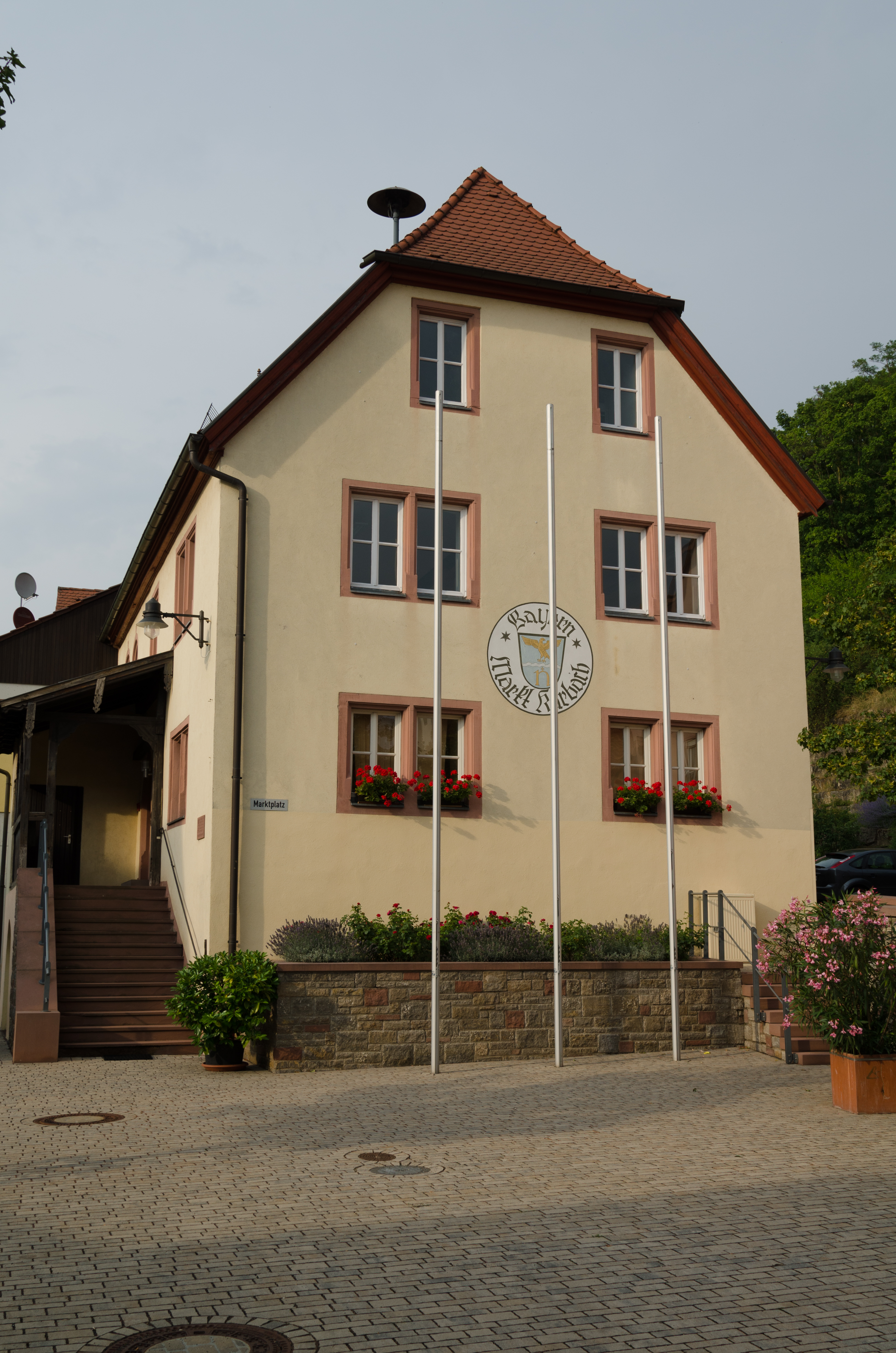
Ehemalige Synagoge in Karbach, heute Rathaus

Die Synagoge in Karbach, einer Marktgemeinde im unterfränkischen Landkreis Main-Spessart in Bayern, wurde 1844 im Stettenberger Adelshof eingerichtet und 1903 umgebaut.

## Geschichte
Beim Novemberpogrom 1938 wurde von SS-Männern die Inneneinrichtung der Synagoge zerstört. Das Gebäude wurde 1951 von der Marktgemeinde Karbach erworben und zum Rathaus umgebaut.
Im Jahr 2002 wurde an der Treppenseite des Rathauses eine Gedenktafel angebracht.

## Umbaupläne von 1902/03

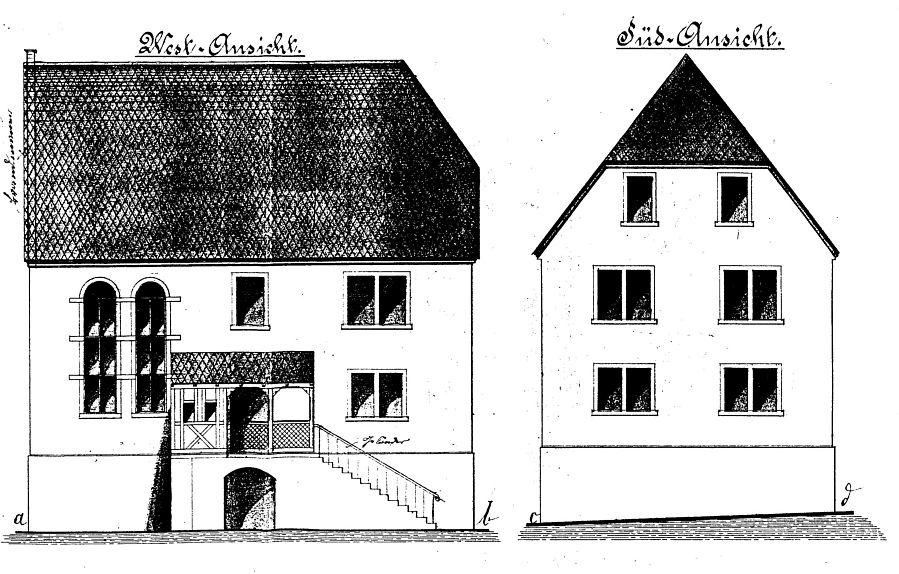
West- und Südansicht
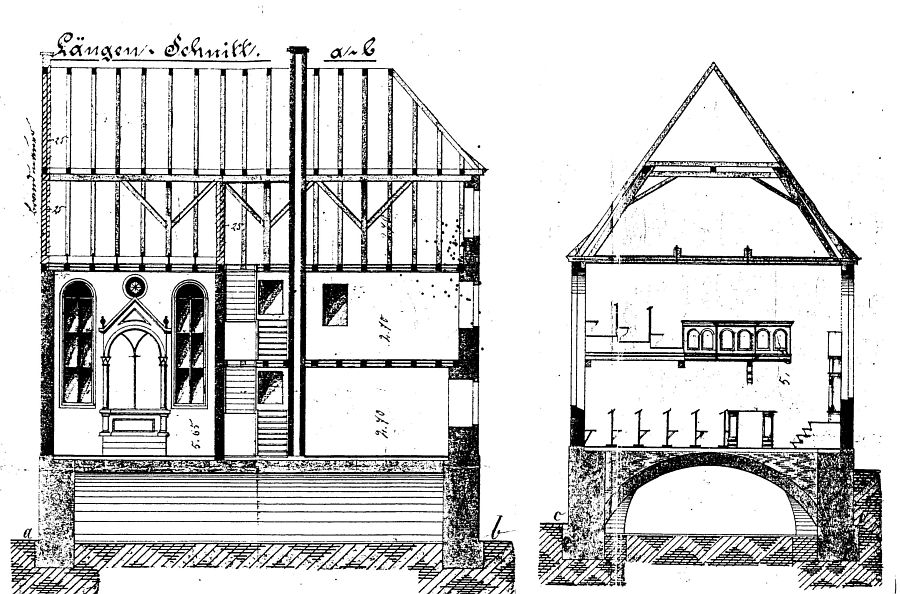
Längs- und Querschnitt
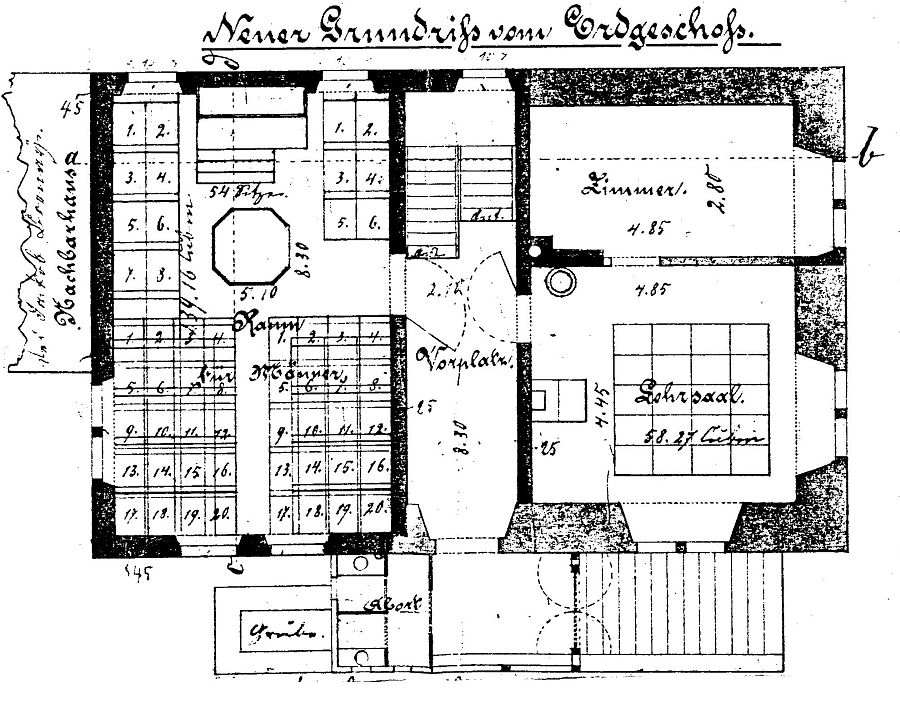
Grundriss des Erdgeschosses mit dem Betraum der Männer (linke Seite) und dem Lehrsaal und einem weiteren Zimmer der jüdischen Schule (rechte Seite)
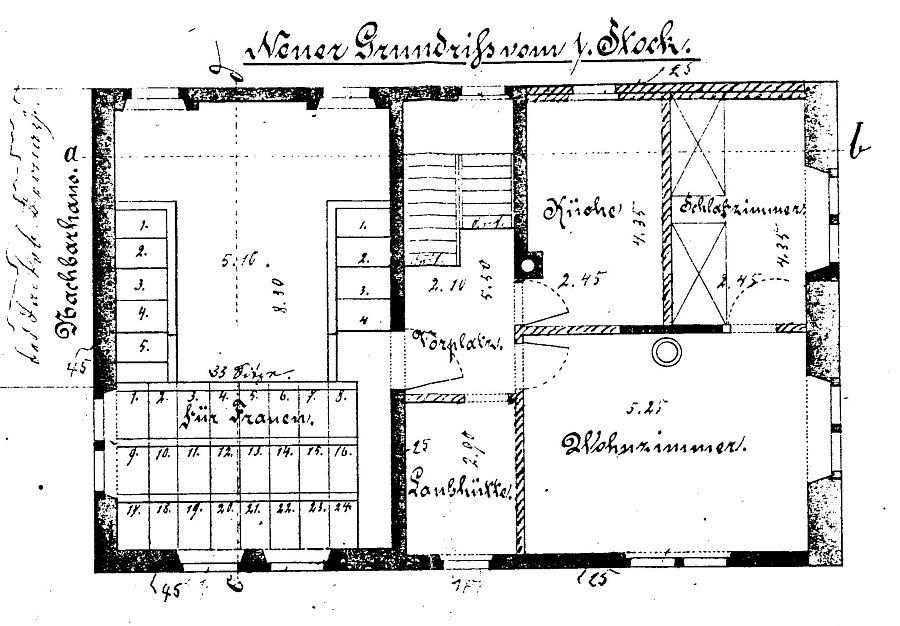
Grundriss des ersten Stocks mit der  Frauenempore (linke Seite) und der  Lehrerwohnung (rechte Seite), dazwischen der Platz der Laubhütte